# Crkva sv. Nikole u Jastrebarskom
Crkva sv. Nikole je rimokatolička crkva u Gradu Jastrebarskom, zaštićeno kulturno dobro.

## Opis dobra
Crkva je smještena na povišenom platou usred grada Jastrebarskog. Povijest crkve seže u srednji vijek, međutim od najstarijeg sloja nije sačuvan supstrat. Prva poznata veća obnova odvija se 1757. kada je drveni zvonik zamijenjen većim zidanim s baroknom kapom. Godine 1788. dovršena je izgradnja nove crkve. Nastaje dvoranska jednobrodna građevina, svođena nizom čeških svodova, s nešto užim svetištem zaključenim stiješnjenom apsidom. Godine 1880. crkva je bila ozbiljno oštećena u potresu, pa se potreba za obnovom iskoristila za preoblikovanje pročelja u tada aktualnom stilu historicizma. Svojim oblikovnim kvalitetama, te povijesnom vrijednošću značajan je spomenik jastrebarskog kraja.

## Zaštita
Pod oznakom Z-1452 zavedena je kao nepokretno kulturno dobro – pojedinačno, pravna statusa zaštićena kulturnog dobra, klasificirano kao "sakralna graditeljska baština".